# Bataille de Maryang San
Guerre de Corée
Batailles
Offensive nord-coréenne :

(juin 1950 - septembre 1950)
- Pokpung
- Chuncheon
- Séoul (1re)
- Busan (navale)
- Chumunjin
- Osan
- Pyeongtaek
- Cheonan
- Chochiwon
- Daejeon
- Sangju
- Yongdong
- Hwanggan
- Notch
- Périmètre de Busan

Contre-offensive de l'ONU :

(septembre 1950 - octobre 1950)
- Incheon
- Bombardement de Pyongyang
- Pyongyang

Intervention chinoise :

(octobre 1950 - avril 1951)
- Onjong
- Unsan
- Chongchon (Wawon)
- Réservoir de Chosin
- Évacuation de Hŭngnam
- Séoul (3e)
- Twin-Tunnels
- Jipyeong-ri
- Imjin
- Kapyong

Impasse :

(août 1951 - juillet 1953)
- Crèvecœur
- Fleuve Han
- Opération Commando
- Maryang San
- Suncheon
- Barrage de Sui-Ho
- Triangle Hill
- le Crochet
- Fleuve Samichon
- Armistice de Panmunjeom

Post armistice :
- Raid sur la Maison Bleue
- Attaque de l'EC-121
- Incident du peuplier
- Infiltration de Gangneung
- Guerre du crabe

La bataille de Maryang San s'est déroulée du 3 au 8 octobre 1951 pendant la guerre de Corée entre les forces du Commandement des Nations unies en Corée, principalement australiennes et britanniques, et l'armée des Volontaires du Peuple de la République populaire de Chine. Les combats ont eu lieu pendant une offensive limitée des Nations unies, du nom de code opération Commando, qui a repoussé l'armée chinoise de la rivière Imjin à la ligne Jamestown. 
La bataille s'est étalée sur une période de cinq jours et a vu le 3e bataillon du Régiment Royal australien, en liaison avec d'autres unités de la 1re division du Commonwealth, déloger une force chinoise numériquement supérieure de ses positions de Kowang-San (Hill 355, colline 355) et de Maryang San (Hill 317, colline 317). 
Utilisant des tactiques d'abord développées contre les Japonais en Nouvelle-Guinée durant la Seconde Guerre mondiale, les Australiens ont pris l'avantage sur les terrains élevés et ont attaqué les positions chinoises dans des directions inattendues. Ils ont ensuite repoussé les contre-attaques chinoises répétées visant à récupérer Maryang San, les deux parties souffrant de lourdes pertes. Aujourd'hui, la bataille est considérée comme l'un des plus grands exploits de l'armée australienne pendant la guerre de Corée.

## Contexte
Dans les mois qui suivirent les batailles de la rivière Imjin et Kapyong à la fin-avril 1951, l'organisation des forces armées de terre du Commonwealth britannique en Corée placée sous commandement des Nations unies subit des changements considérables. Le 3e bataillon australien (3RAR) fut transféré de la 27e brigade d'infanterie britannique à la 28e brigade du Commonwealth britannique lorsque la première formation partit pour Hong Kong. Entre-temps, après de longues négociations, les gouvernements d'Australie, de Grande-Bretagne, du Canada, d'Inde, de Nouvelle-Zélande et d'Afrique du Sud, trouvèrent un accord pour mettre en place une formation intégrée dans le but d'accroître l'importance politique de leur contribution et pour faciliter la solution des problèmes logistiques et opérationnels rencontrés par les différents contingents du Commonwealth. 
La 1re division du Commonwealth fut créée le 28 juillet 1951 en regroupant la 25e brigade d'infanterie canadienne, la 28e brigade du Commonwealth britannique et la 29e brigade d'infanterie britannique, sous le commandement du lieutenant général James Cassels fut rattachée au 1er corps d'armée US. À partir de sa création, la division occupa la partie ouest du secteur central de la ligne de l'ONU, à environ 50 km au nord de la capitale, Séoul. La 28e brigade comprenait trois bataillons d'infanterie : le 1er bataillon du King's Own Scottish Borderers (KSOB), du 1er bataillon du King's Shropshire Light Infantry (KSLI) et du 3RAR, le 3e bataillon royal australien, sous le commandement du général de brigade George Taylor. Au cours de cette période, le 3RAR fut commandé par le lieutenant-colonel Francis Hassett. Les pourparlers de paix à Kaesong en juillet et septembre conduisirent à une accalmie dans les combats et le 3RAR fit surtout des travaux défensifs, participant notamment au renforcement de la ligne Kansas, au sud de la rivière Imjin, et effectua des patrouilles sur la rive nord. Le bataillon utilisa également ce rythme opérationnel réduit pour former ses renforts. La période s'acheva au mois de septembre sur une avancée, limitée mais sans résistance, de la division de 12 kilomètres au nord de l'Imjin, sur la ligne Wyoming, du nom de code de l'opération Minden,. 

## Prélude

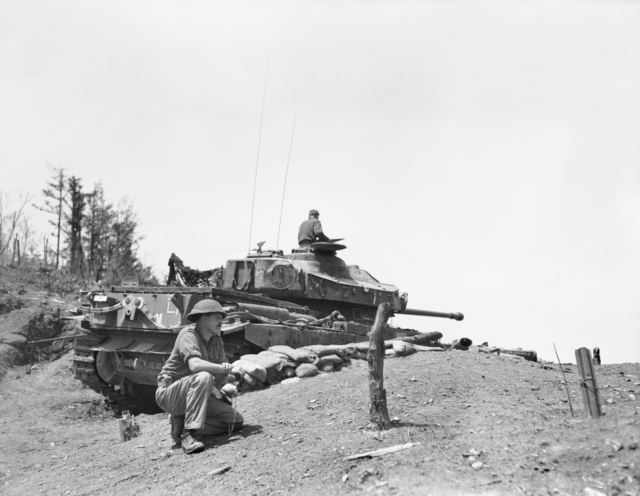
Un char britannique Centurion similaire à ceux utilisés pendant la bataille de Maryang San.

Le 14 avril 1951, le général James Van Fleet avait remplacé le général Matthew B. Ridgway en tant que commandant de la VIIIe armée américaine et des forces des Nations unies en Corée. L'offensive du printemps chinois en avril et mai 1951 s'était terminée par un échec et fut suivie par deux mois d'opérations sporadiques à partir de la mi-juin et en août, la guerre entra dans une nouvelle phase, Van Fleet reprenant l'offensive. En juillet, les lignes Kansas et Wyoming avaient été renforcées, tandis qu'à la mi-août, une offensive limitée dans le secteur centre-est avait permis de s'emparer des hauteurs autour de Punchbowl et Bloody Ridge lors de la bataille de Bloody Ridge. En septembre, l'offensive dans ce secteur se poursuivit, avec comme objectif la prochaine zone de collines au nord de Bloody Ridge, connue sous le nom de Heartbreak Ridge. Fin septembre et début octobre, Van Fleet, tout en continuant d'attaquer Heartbreak Ridge, élabora un plan pour une offensive limitée dans le secteur ouest, connu comme l'opération Commando, qui permettrait d'avancer de 10 kilomètres au nord du 38e parallèle, dans le but de repousser les forces chinoises et de donner aux forces des Nations unies plus de poids dans les négociations de trêve conduites à l'époque à Panmunjom. L'opération Commando était prévue pour les 3 au 5 octobre 1951 et le lieutenant général John W. O'Daniel, commandant du 1er corps US, souhaitait que trois des quatre divisions du 1er corps des États-Unis et la 25e division d'infanterie américaine placée sur le flanc gauche du 9e corps US, s'emparent d'une nouvelle ligne défensive connue sous le nom de ligne Jamestown. Les divisions qui devaient être utilisées dans l'attaque incluaient la 1re division du Commonwealth, la 1re division de cavalerie américaine et la 9e division sud-coréenne tandis que la 1re division sud-coréenne resterait sur sa position actuelle sur le flanc gauche. 
Dans le secteur affecté à la 1re division du Commonwealth, les forces communistes chinoises s'étaient enterrées dans un groupe de collines surplombant l'Imjin. La tâche confiée à la division était de prendre ces positions avec pour objectif de faire avancer la ligne de front de la rive sud de l'Imjin aux collines au nord, soit au total une percée s'étendant sur plus de 15 kilomètres. Les principaux objectifs de l'avancée étaient de s'emparer de Kowang-San (Hill 355, colline 355) et de Maryang San (Hill 317, colline 317) et cette tâche fut affectée à la 28e brigade du Commonwealth britannique, cette formation devant assumer la plus grande part des combats,. Cassels avait prévu de s'emparer de la ligne Jamestown en trois phases. Dans la première phase, prévue pour le 3 octobre, la 28e brigade prendrait la côte 355 dans le secteur centre-est. Au cours de la deuxième phase, le 4 octobre, la 25e brigade partirait à l'assaut de la colline 187 et de la crête au sud-ouest longeant la rivière Samichon. Enfin au cours de la troisième phase, prévue pour le 5 octobre, la 28e brigade s'emparerait de Hill 217 et Hill 317. À ce titre, la majeure partie des effectifs de la division serait concentrée sur le flanc droit de l'attaque, où devait se tenir la 28e brigade, tandis que la 25e brigade tiendrait le flanc gauche et la 29e brigade se tiendrait en réserve et fournirait également un bataillon de renfort à chacune des deux autres brigades. La division faisait face à deux régiments chinois de la 191e division de la 64e armée, avec un troisième régiment en appui, chacun comptant environ 2 000 hommes retranchés dans des positions bien abritées. La 28e brigade, pour sa part, avait devant elle l'un des deux régiments précédents — le 571e — qui avait déployé un bataillon sur la colline 355, un second sur les collines 217 et 317 et un troisième se tenant en réserve à l'ouest. 
Kowang-San serait attaqué au cours de la première phase par les bataillons des 1er King's Shropshire Light Infantry et King's Own Scottish Borderers avec le 3RAR en appui tandis que Maryang San serait prise à la troisième phase de l'opération par le 3RAR et le 1er bataillon du Royal Northumberland Fusiliers qui étaient sous commandement de la 29e brigade pour la durée de l’opération Commando. De minutieux travaux de reconnaissance et de planification eurent lieu dans la semaine avant le début de l'opération et Taylor mit l'accent sur l'utilisation des tirs indirects, l'appui aérien, les tactiques d'infiltration ainsi que l'exploitation des points faibles dans les défenses chinoises pour limiter les pertes humaines. En appui direct de la brigade, se tenait le 16e régiment de campagne du Royal Regiment of New Zealand Artillery avec ses canons de campagne QF 25 de 3,45 pouces en plus des armements des divisions et du corps qui comprenaient des mortiers de 4,2 pouces et de 3 pouces et des obusiers de 155 mm d'artillerie lourde, soit au total plus de 120 canons et mortiers. Deux escadrons de chars Centurions britannique du 8e King's Royal Irish Hussars figuraient également en renfort. Hassett, sachant que sa tâche principale était de s'emparer de la colline 317, étudia les approches par air et par terre. Les deux tentatives américaines précédentes de prendre Maryang San avaient été des échecs. Il conçut d'abord des tactiques utilisées contre les Japonais en Nouvelle-Guinée durant la Seconde Guerre mondiale consistant à avancer sur les sommets des crêtes, ayant l'intention de profiter de la situation élevée, de l'abri fourni par la jungle et des facilités de mouvement le long d'une ligne de crête pour attaquer les Chinois à partir de directions inattendues. 
Toutefois, durant la première phase de l'opération, les Australiens seraient chargés de s'emparer d'un avant-poste chinois sur la colline 199 afin de permettre aux chars et aux mitrailleuses de faire des tirs directs sur les versants nord et est de la colline 355 en appui d'une attaque par le KOSB au sud-est. De même, la KSLI devrait s'emparer de la colline 208. Deux jours avant le début de l'opération Commando, la 28e brigade traversa la rivière Imjin pour pouvoir être derrière la 25e brigade le 1er octobre. Le lendemain, le 3RAR, sans la compagnie D et le KOSB s'avancèrent sur leurs zones de départ, prêts à partir le lendemain matin. La compagnie C occupa un poste à 1 500 mètres en face de la position canadienne, au nord-est de la colline 355. La compagnie B étant à 200 mètres en arrière. Dans l'après-midi, la compagnie C fut soumise à d'intenses bombardements, perdant un soldat blessé. La compagnie D, sous commandement du major Basil Hardiman, fut détachée à la 25e brigade pour renforcer son front étendu et ne fut pas disponible avant l'après-midi du 3 octobre.

## La bataille

### La prise de la colline 199 (3 octobre 1951)
À 3 h du matin, le 3 octobre, la compagnie B du 3RAR avança de deux kilomètres vers le nord en direction de la colline 199, traversant la vallée en profitant de l'obscurité et du brouillard épais. Ce fut ensuite le tour de la compagnie C puis de la A. Avant l'aube, des tirs d'artillerie et de mortier furent déclenchés sur les positions connues de l'artillerie chinoise avec des tirs de contre-batterie puis arrêtés pour permettre au KSOB de mener son assaut sur la colline 355. Simultanément, le KSLI attaqua la colline 208 avec le soutien de l'escadron A du 8e Royal Irish Hussars et ils atteignirent leur position sans opposition à 6 h,. À 8 h la compagnie B s'était emparée des hauteurs au nord et se mit ensuite à patrouiller légèrement à l'ouest de leur objectif qui avait été pris avec trois blessés australiens, cinq Chinois tués et un capturé,. En milieu de matinée, à la fois le KLSI et les Australiens s'étaient emparés de tous leurs objectifs.
S'attendant à une contre-attaque, les Australiens commencèrent à s'enterrer sur la colline 199, mais aucune attaque de ce genre n'eut lieu ce jour-là. La compagnie D s'avança ensuite et se vit attribuer une position entre la compagnie C et le KSOB. Les compagnies B et C furent toutes deux bombardées dans le courant de la journée et deux hommes furent blessés. À 10 h, la compagnie A, dirigée par le capitaine Jim Shelton, se mit à organiser la défense de la colline 199, et la compagnie B vint en renfort derrière la A. Comme cela avait été prévu, un groupe de chars Centurion et une section de mitrailleuses furent ensuite envoyés gravir la colline 199 et commencer à tirer sur le versant nord de la colline 355, pour aider le KSOB. Pendant ce temps, à 7 h 15, après des tirs de préparation d'artillerie et de mortier, les compagnies d'assaut britanniques commencèrent à avancer vers la colline 355. Cependant, comme les Chinois s'attendaient à un assaut dans cette direction, les Britanniques rencontrèrent une forte résistance initiale et le KSOB fut contraint de reculer et de se réorganiser. À 14 h 15 un second assaut fut lancé qui s'empara des premières pentes, et celles-ci furent consolidées à la tombée de la nuit. 
L'attaque avait maintenant pris du retard. En effet, le KSOB était encore à 1 km de son objectif final et, au vu de la résistance opiniâtre rencontrée au cours de la phase initiale, la colline 355, ne serait assurément pas prise avant l'après-midi du 4 octobre. Il faut dire que l'attaque était freinée par deux postes ennemis sur les pentes nord-est de la colline 355 — connue comme la colline 220 — à partir desquels les Chinois tenaient le flanc droit britannique en enfilade. Le lendemain matin, la compagnie C du 3RAR serait détachée pour aider à l'attaque de Kowang-San, les Australiens étant chargés de déborder la défense chinoise et de s'emparer de cette position,. Les tirs d'artillerie lourde chinoise ralentissaient également la progression, plus de 2 500 obus étant tombés sur la 28e brigade au cours des dernières vingt-quatre heures, même si cela était peu par rapport aux 22 324 tirs alliés. Pour le flanc gauche de la division, le retard signifia également que l'attaque canadienne prévue pour 6 h le lendemain dans le secteur de la 25e brigade dut être reporté à 11 h, ce pour permettre à l'artillerie de la division de continuer son appui à la 28e brigade.

### La prise de la colline 220 et la chute de Kowang-San (4 octobre 1951)
Le 4 octobre, la compagnie C du 3RAR — sous le commandement du major Jack Gerke — attaqua le long éperon allant vers l'est depuis la colline 355 et menant vers la colline 220. Ayant lancé l'assaut à 9 h, les Australiens tuèrent ou chassèrent rapidement les défenseurs chinois avant d'arriver au sommet et de mettre en déroute le reste d'une compagnie chinoise. Leurs objectifs atteints à 10 h, les Australiens profitèrent de leur avantage pour pousser vers le sommet de la colline 355. Malgré une résistance acharnée, les Australiens s'emparèrent du versant oriental de Kowang-San vers midi, bien que n'ayant reçu aucun ordre pour le faire. Treize Chinois furent tués et trois autres faits prisonniers dans les combats, tandis que les pertes australiennes s'élevaient à 11 blessés, dont l'un mourut par la suite. Gerke fut décoré par la suite de l'Ordre du Service distingué pour son leadership. La compagnie C se retira à l'arrière des positions du 3RAR et fut remplacée par la compagnie D, qui occupait le poste occupé par la compagnie A à 500 mètres au nord de la colline 199. Pendant ce temps, dirigé par un joueur de cornemuse, le KSOB menait une attaque simultanée sur le côté ouest de Kowang-San et, craignant d'être pris entre deux feux, les défenseurs chinois abandonnèrent la colline 355, se repliant au nord-ouest sous de lourds tirs indirects. 
Compte tenu de la forte résistance chinoise, les Canadiens s'attendaient à un combat difficile lorsque la 25e brigade se lança à l'assaut de ses objectifs dans le cadre de la deuxième phase du plan. Mais, après les pertes de la colline 355 et 210, les Chinois, de manière inattendue, s'étaient retirés de leurs solides positions défensives, et les côtes 159 et 175 furent prises sans opposition. Seul le 2e bataillon, Princess Patricia's Canadian Light Infantry rencontra une opposition avant de s'emparer de la colline 187, ayant un tué et six blessés au cours de durs combats au cours duquel 28 Chinois furent également tués. La facilité avec laquelle les Canadiens s'emparèrent de leurs objectifs initiaux leur permit d'accentuer leur avancée et d'atteindre leur objectif final, la ligne Jamestown, à la tombée de la nuit. Les Canadiens ne rencontrèrent plus de résistance même si des tirs d'artillerie lourde chinois avaient fait des victimes, dont trois tués. Les Canadiens ont par la suite occupé des positions qu'ils eurent à garder pour les 22 mois de combats suivants. 
Pendant ce temps, sur le flanc gauche de la 28e brigade, la KSLI rencontrait peu de résistance, s'emparant de la colline 210 au sud-ouest de Kowang-San à 10 h 10. Elle fut ensuite remplacée par les Canadiens à la tombée de la nuit en prévision de la troisième phase de l'opération. Le plan d'attaque avait maintenant une journée de retard mais, avec l'inattendue facilité d'avance des Canadiens, dans l'ensemble, on pouvait considérer que l'attaque se déroulait conformément au plan. Toutefois, résolus à tenir après la perte de la colline 355, les Chinois envoyèrent des troupes fraîches, renforçant fortement un certain nombre de postes comme Maryang San.

### La chute de Maryang San (5 octobre 1951)

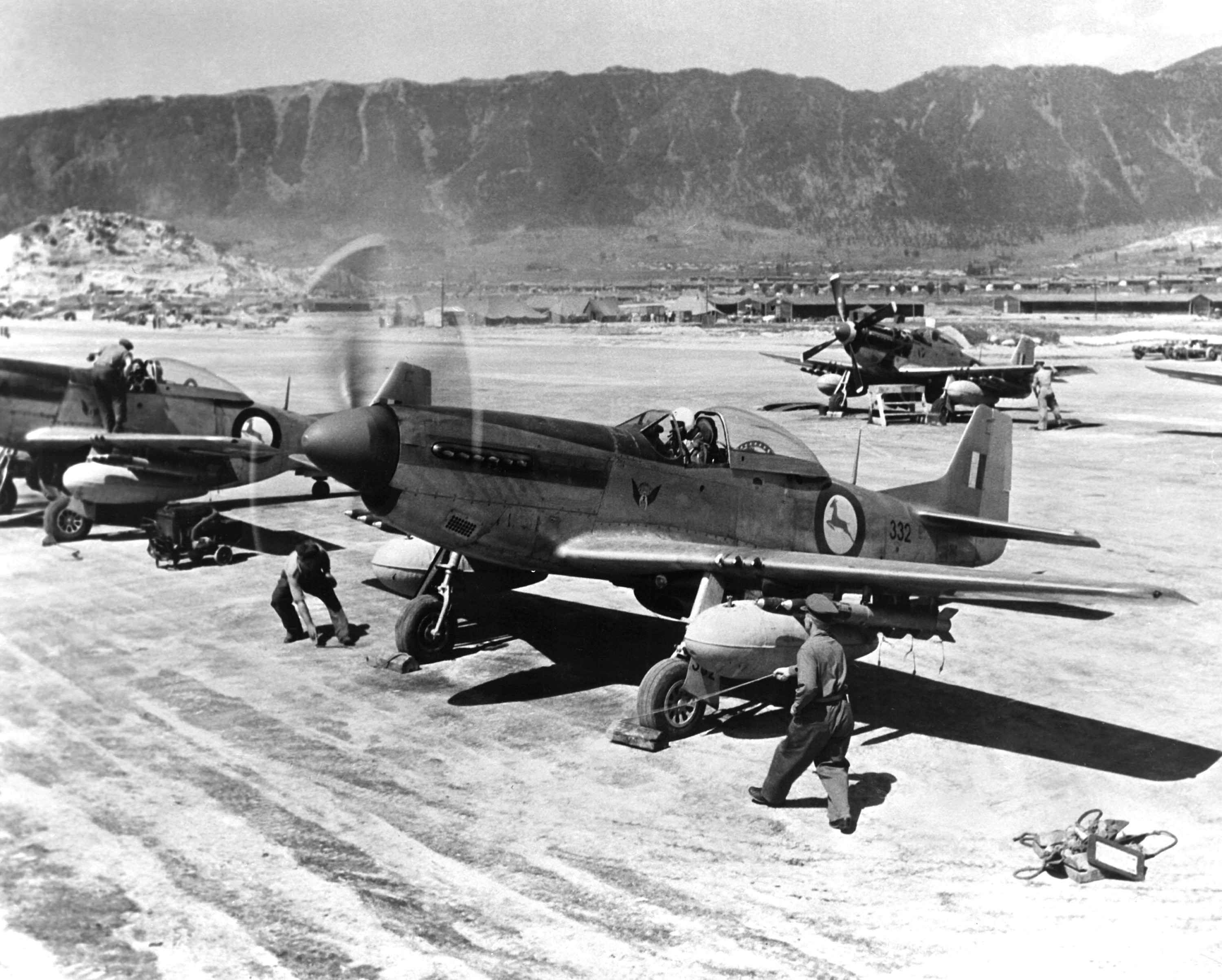
P-51 Mustang du Squadron sud-africain, en mai 1951 durant la guerre de Corée.

L'objectif final était Maryang San, une colline aux versants abrupts surplombant la vallée environnante de 200 mètres et située à près de 2 500 mètres au nord de la colline 355. Cependant, à la suite du retard pris dans la capture de la colline 355, Hassett ne put pas appliquer son plan jusqu'au début de la journée suivante. Aussi la troisième phase commença le 5 octobre, avec le Royal Northumberland Fusiliers (RNF) chargé d'attaquer un objectif intermédiaire, la colline 217, voisine de Kowang-San, avant d'aider les Australiens à s'emparer de la colline 317. Les Australiens avaient installé leurs positions au nord-est de la colline 199 dans l'après-midi du 4 octobre. Dans la nuit du 4 au 5, l'artillerie divisionnaire bombarda les positions chinoises, avec deux batteries d'obusiers de 8 pouces et deux batteries de 155 mm en appoint. Des frappes aériennes par les Mustangs de l'escadrille no 2 de la force aérienne sud-africaine, visèrent les concentrations de Chinois au nord et à l'ouest des objectifs pour couper l'arrivée de matériel et de renforts. Australiens et Fusiliers devaient commencer leur attaque à 5 h 45, aux premières lueurs du jour, à la suite d'un bombardement d'artillerie lourde. 
Au petit matin, dans le noir, les Fusiliers s'éloignèrent mais, au milieu d'un épais brouillard, ils eurent du mal à trouver leurs repères et furent incapables d'être en place au moment prévu de commencer l'attaque. À 10 h, ils étaient à moins de 300 mètres de leur objectif et, à la suite de nouveaux retards, l'attaque ne débuta qu'à 11 h. Dans un premier temps, ils réussirent à surprendre un certain nombre d'avant-postes chinois mais, bénéficiant d'une forte position défensive sur la colline 217, les Chinois reprirent l'initiative tirant à la mitrailleuse lourde et au fusil sur les assaillants lorsqu'ils traversaient la vallée, les forçant à se retirer après avoir subi de lourdes pertes et être à court de munitions. S'étant certainement attendues à un assaut par le sud, les positions chinoises se révélèrent plus fortes que prévu et les fusiliers furent incapables de tenir le sommet de la colline, bien qu'une compagnie ait réussi à y prendre pied à la mi-journée,,.
Plus tôt le matin, à 4 h 45, les compagnies B et D du 3RAR avaient traversé la vallée de l'Imjin, pendant que le peloton anti-char franchissait l'Imjin, en prenant position plus au nord pour protéger le flanc droit de l'attaque. Il était prévu alors que les compagnies se déplacent vers l'ouest pour s'emparer d'une série d'objectifs avant d'attaquer la colline 317. Au départ, le 3RAR devait attaquer par l'est tandis que le 1RNF attaquerait par le sud-ouest à travers la colline 217, mais les Fusiliers eurent à faire face à une résistance farouche de la colline 217 elle-même et furent incapables d'avancer et d'aider. Les tentatives précédentes de s'emparer de Maryang San avaient échoué en raison des difficultés d'approche avec de fortes pentes à l'est et une vallée large et ouverte à traverser dominée par les positions chinoises qui pouvaient tirer en enfilade et se soutenir mutuellement. Aussi, les Australiens avaient prévu de traverser la vallée pendant la nuit et de se positionner au pied de la paroi pour grimper à l'assaut des positions chinoises à l'aube. Une compagnie devait mener une opération de diversion sur le flanc gauche, tandis que la compagnie B devait nettoyer le bas des pentes et la compagnie D  passerait à l'assaut de la position principale de défense chinoise, connue sous le nom de "Victor", dans un assaut direct et unique.  Cependant, après les pertes de nuits précédentes sur les collines 199, 220 et 355 et sous l'effet des bombardements constants, le 3RAR était désormais réduit à seulement 320 hommes. En revanche, les Australiens avaient à faire face à deux nouveaux bataillons chinois sur Maryang San soit, au total, environ 1 200 hommes. 
La compagnie B, commandée par le capitaine Henry Nicholls, enveloppée dans un épais brouillard et avec une visibilité limitée dans l'épaisse végétation, dériva vers la droite de l'axe visé et perdit le cap, connaissant un destin similaire à celui des Fusiliers. Désorientées, les compagnies d'assaut furent séparées et l'attaque coordonnée du bataillon transformée en une série d'attaques indépendantes de compagnies. La compagnie D continua cependant d'avancer lentement et, lorsque la brume se lèva brusquement à 11 h 20, elle fut laissée dangereusement exposée alors qu'elle était à mi-hauteur de son objectif. L'approche australienne avait cependant surpris les Chinois qui attendaient apparemment l'assaut par la face nord et la compagnie D réussit finalement à arriver à portée de grenade des Chinois. Au bout d'une féroce combat de vingt minutes, les Australiens s'emparèrent de leur premier objectif avec l'appui direct des chars et indirect de l'artillerie, perdant trois morts et douze blessés,. Parmi les blessés australiens figuraient le commandant de la compagnie et un commandant de peloton, tous deux restant aux commandes de leurs soldats en dépit de leurs blessures par balles. Les pertes chinoises s'élevaient à 30 tués et 10 prisonniers.
Au cours de la phase initiale, la compagnie A avait attaqué au sud-ouest le long d'un contrefort menant à la colline 317 et avait rencontré une forte opposition. Toutefois, la diversion avait largement réussi, obligeant les Chinois à renforcer leurs défenses contre ce qu'ils croyaient être l'assaut principal. Pendant ce temps, la compagnie D poursuivait son avancée vers le plateau, prenant d'assaut des positions chinoises profondément enterrées et bénéficiant d'armes lourdes automatiques. À 16 h, elle avait réussi à s'emparer du dernier objectif intermédiaire qui lui avait été assigné et un peloton de la compagnie B poussa en avant pour aider à l'achèvement de l'opération. À ce moment-là, le total de victimes chinoises s'élevait à 98 tués et 40 prisonniers, sans compter un grand nombre de blessés probables. À la suite des avancées des compagnies B et D, la compagnie C suivit et, l'objectif final atteint, elle commença immédiatement à se lancer à l'assaut de la colline 317, faisant 10 prisonniers sans aucune perte de sa part. Bien que les Chinois aient été bien enterrés, ils n'avaient pas placé de fil de fer barbelé pour ralentir l'avance des attaquants et les Australiens s'emparèrent rapidement de la position. À 17 h, Maryang San était tombé aux mains des Australiens, les Chinois se retirant sous le feu de l'artillerie lourde, des mortiers et des mitrailleuses. 
Au niveau de la colline 217, les Fusiliers avaient maintenu la pression sur les Chinois tout au long de la journée, mais ils furent toujours dans l'impossibilité de s'emparer de leur objectif. Néanmoins, les efforts des Fusiliers en liaison avec l'attaque de diversion d'une compagnie et les progrès rapides de la compagnie D avec l'appui des chars et de l'artillerie avaient occupé la journée. La compagnie A poursuivit l'attaque contre une forte opposition et des tirs indirects, obligeant lentement les défenseurs chinois à se retirer. Plus tard, un peloton fut détaché pour aider la compagnie C à consolider la défense de Maryang San, alors que les deux autres pelotons reculaient sous le feu de l'artillerie lourde. En effet, alors qu'elle avait joué un rôle de soutien lors de l'attaque, la compagnie A avait eu 20 victimes, tout en tuant au moins 25 Chinois et en capturant deux. Maintenant, Maryang San pris, les Australiens commencèrent à s'enterrer, modifiant le système chinois de défense linéaire orienté vers le sud en un système de défense toutes directions, avec des points de défense mutuels. S'attendant à une contre-attaque chinoise ce soir là, Hasset déplaça le peloton d'assaut pour renforcer hâtivement les défenses. Pendant ce temps, les Chinois occupaient toujours trois postes clés de la crête — notamment le sommet de la colline 317 —, qu'ils continuèrent à défendre avec acharnement et qui allaient devenir le théâtre de combats importants dans les jours à venir lorsque les Australiens tentèrent de s'en emparer.

### The Hinge(La charnière) (6 au 8 octobre 1951)
Les deux parties étant épuisées par les durs combats de la veille, la nuit du 5 au 6 octobre fut moins mouvementée que prévu et les Australiens en profitèrent pour renforcer leurs positions. Le jour suivant, pour ajouter de la profondeur à leurs défenses et sonder les forces chinoises, les Australiens reçurent comme mission de Taylor de s'emparer de la Sierra, la  position restante centrale chinoise, un monticule boisé à mi-chemin entre le sommet de Maryang San et The Hinge,. Pendant ce temps, les Fusiliers renouvelleraient leur attaque sur la colline 217. L'abord sud de la colline 217 se révélant trop fortement défendu par les Chinois, il était devenu évident que, pour s'en emparer, Taylor aurait besoin de fractionner le feu de ses défenseurs. Pour ce faire, les hauteurs au nord-ouest de Maryang San, connues sous le nom de The Hinge joueraient un rôle essentiel. En effet, jouxtant la colline 217, The Hinge la surplombait par le nord. C'est pourquoi, pour l'assaut suivant, prévu pour le matin, les Fusiliers détacheraient leur compagnie de réserve pour attaquer The Hinge par l'Est, en utilisant les positions australiennes sur Maryang San comme base ce qui leur permettait de déborder leurs adversaires de la colline 217.  
À 7 h le 6 octobre, le 9e peloton de la compagnie C, sous le commandement du lieutenant Arthur Pembroke, avança sur la Sierra en utilisant un épais brouillard pour cacher ses mouvements. En sous effectif et ne s'attendant pas à de telles défenses, les Australiens eurent à faire face à un grand nombre de Chinois bien retranchés dans leurs positions défensives. Sans soutien et malgré leur infériorité numérique, les Australiens lancèrent immédiatement une attaque éclair et, avec leurs grenades et leurs baïonnettes, infligèrent de lourdes pertes aux Chinois avant de forcer les survivants à se retirer. Bien que soumis à des bombardements constants, le 9e peloton continua à tenir la butte, à repousser plusieurs contre-attaques au cours des 13 heures qui suivirent, repoussant chaque assaut au milieu des arbres et des grandes herbes avec leurs fusils de précision et leurs mitrailleuses, obligeant les Chinois à se retirer en laissant leurs morts et leurs blessés derrière eux. Un Australien fut tué dans l'assaut initial et plusieurs blessés au cours de la défense. Les pertes chinoises furent de dix-neuf morts, trente blessés et sept prisonniers. Pembroke fut plus tard décoré de la Croix militaire.
Au cours de la journée, les Fusiliers attaquèrent de nouveau la colline 217 par le sud et tentèrent d'avancer par les flancs est et ouest de la position. Malgré une préparation de l'artillerie divisionnaire et du peloton artilleur du 3RAR utilisant des mitrailleuses lourdes Vickers en appui depuis Maryang San, les Fusiliers furent incapables de progresser en raison des mitrailleuses chinoises situées dans des bunkers au sommet de leur objectif. Pendant ce temps, les mouvements d'encerclement étaient également bloqués par des tirs d'armes légères et de grenades chinoises. Le 1RNF avait eu maintenant pris plus de 100 blessés au cours de deux jours de combats et dans l'après-midi, se trouva épuisé. Sentant le fléchissement, les Chinois lancèrent leurs propres assauts, forçant les Fusiliers à se retirer. Un assaut par The Hinge n'avait pas été envisagé en raison de problèmes de ravitaillement et de la marche d'approche dangereuse qui aurait été nécessaire. Il sembla alors que le seul moyen de s'emparer enfin de la colline 217 fut le long de la crête de la colline 317, en passant par The Hinge et, à ce titre, les Australiens furent chargés de s'en emparer le jour suivant. La compagnie B se vit ensuite attribuée l'attaque. Dans cette perspective, elle monta sur la colline 317 à la fin de l'après-midi du 6 octobre, sécurisant la crête et, à la tombée de la nuit, finit par rejoindre le 9e peloton sur le monticule au nord-ouest du sommet, de là où le lendemain ils mèneraient l'assaut,,. 
Aux premières heures du 7 octobre, les bombardements alliés et les tirs de mortier commencèrent, en ciblant les positions chinoises sur la charnière. Hassett déplaça le commandement du 3RAR sur la colline 317, juste avant que les troupes d'assaut ne prennent le départ, lui permettant de diriger la bataille d'une position avancée et de coordonner les tirs. Attendant que le brouillard se lève, afin que l'artillerie puisse tirer en sécurité jusqu'au dernier moment, l'attaque commença finalement à 8 h. La compagnie B s'élança sur la ligne de crête en utilisant les arbres et les grandes herbes pour se cacher. Au départ, il sembla que les Chinois se soient retirés au cours de la nuit, quand tout à coup le peloton de tête fut submergé de tirs d'armes légères de leur arrière. Une série de tirs intenses suivit auxquels les Australiens ripostèrent et à 9 h 20 The Hinge finit par tomber, les Australiens ayant deux tués et vingt blessés. Les pertes chinoises s'élevaient à plus de 20 morts,. Pourtant, alors même que les survivants chinois se retiraient, les tirs d'artillerie et de mortier commencèrent à tomber sur The Hinge. La compagnie B agit rapidement pour consolider la position, mais fut entravée par les bombardements, alors qu'elle était confrontée à une pénurie de munitions et des difficultés d'évacuation des blessés,.
Pendant tout le reste de la journée, la compagnie B fut soumise à des tirs indirects intenses sur The Hinge de même que la compagnie C sur la colline 317. Le peloton anti-chars et le peloton d'assaut renforça la compagnie C alors qu'un peloton de la compagnie C alla aider la compagnie B. À 20 h, les deux compagnies furent de nouveau bombardées pendant 45 minutes, annonçant le commencement de l'inévitable contre-attaque chinoise. Une brume épaisse cachait l'avance chinoise ce qui aida beaucoup leur pénétration dans le périmètre australien. Au cours de la nuit du 7 au 8 octobre, The Hinge fut attaquée à trois reprises à la fois par l'avant et les flancs par un bataillon chinois mais les Australiens le repoussèrent dans des combats au corps à corps désespéré,. Les Chinois avancèrent avec un courage aveugle mais furent arrêtés par les armes individuelles et les intenses tirs d'artillerie.  
L'intensité des combats entraîna une grave pénurie de munitions parmi les défenseurs et les tentatives de réapprovisionnement furent gênées par des bombardements intensifs. Lorsque l'une des mitrailleuses lourdes Vickers de la compagnie B fut détruite par les bombardements chinois et que ses munitions furent réparties parmi les tirailleurs, l'utilisation des munitions récupérées stabilisa momentanément la situation. Cependant, cela aboutit rapidement à un grand nombre de pannes mécaniques et de mises hors service d'armes, provoquant des problèmes supplémentaires pour les défenseurs. L'évacuation des blessés fut de nouveau un problème et le peloton d'assaut commandé par le lieutenant Jock McCormick fut employé à brancarder les blessés et transporter des munitions en prenant de grands risques, de même qu'un certain nombre d'autres pelotons spécialisés. Leurs munitions presque épuisées, les Australiens n'eurent d'autres recours que de battre à mort et d'étrangler les Chinois lors des combats brutaux. Craignant que les Australiens soient submergés par les attaques persistantes chinoises, sur ordre de Taylor les porteurs coréens des frontaliers et des Shropshires furent détachés pour réapprovisionner les Australiens, alors qu'une division entière d'artillerie vint en appui du 3RAR. 
En fin de compte, la compagnie B réussit à tenir ses positions défensives construites à la hâte pendant la nuit et ce jusqu'au 8 octobre à 5 h, quand les Chinois finalement renoncèrent,. N'ayant pas réussi à faire reculer les Australiens, les Chinois furent forcés de renoncer au contrôle de la colline 217 sans combattre,. Aux premières lueurs du jour, plus de 120 Chinois morts et blessés gisaient dans les lignes de défense australienne et, contrastant avec les sauvages combats de la nuit, les secouristes chinois furent autorisés à venir récupérer leurs blessés. Les Australiens avaient remporté une victoire impressionnante, mais étaient maintenant épuisés après cinq jours de violents combats.

## Conséquences
Quatre heures plus tard, à 9 h, le 3RAR qui avait eu 20 morts et 104 blessés, fut relevé sur Maryang San et The Hinge par les Frontaliers. Les pertes chinoises sur la colline 317 avaient été sévères, avec 283 tués décomptés et 50 prisonniers, tandis que des centaines d'autres ont probablement été tués et blessés. On a estimé par la suite que les Australiens avaient détruit au moins deux bataillons chinois au cours des cinq jours de combats. Le 1RNF s'avança une nouvelle fois sur la colline 217, cette fois sans opposition, envoyant des patrouilles pour confirmer que les Chinois s'étaient bien retirés. Ils rencontrèrent des patrouilles du KOSB sur The Hinge qui prirent le contrôle de la zone à 11 h. À partir du 9 octobre, la colline 217 fut occupée par les Frontaliers,. Toutefois, le peloton d'assaut, le peloton anti-chars et un peloton de la compagnie C du 3RAR restèrent à Maryang San et, dans la nuit du 8 au 9 octobre, les soldats du peloton d'assaut tuèrent quatre Chinois au cours d'une incursion dans leurs positions. Ils furent finalement libérés le 9 octobre. Pour son commandement, Hassett se vit accordé immédiatement l'Ordre du Service distingué, tandis qu'un certain nombre d'autres récompenses ont aussi été attribuées à ceux qui s'étaient distingués durant les combats. La bataille de San Maryang a été largement considérée comme l'une des plus grandes actions de l'armée australienne pendant cette guerre,.  
Pendant la bataille, le système logistique s'avéra suffisamment robuste pour supporter la tension des combats, sans perturbation grave, même si des problèmes furent rencontrés. Malgré les difficultés, un flux suffisant de munitions, de matériel, de nourriture et d'eau fut maintenu même si, en certaines occasions, les Australiens durent supporter la soif et la faim pendant plusieurs heures. Le 3RAR utilisa 900 000 balles, 5 000 grenades et 7 000 obus de mortier au cours des cinq jours de bataille, tout cela étant transporté par des porteurs coréens et des soldats australiens sur de longues distances et des terrains difficiles, souvent sous le feu ennemi. Ces opérations de ravitaillement avaient exigé des efforts considérables de bravoure et d'ailleurs un certain nombre de porteurs coréens ont été tués et blessés à Maryang San. L'évacuation des blessés et le réapprovisionnement des munitions se révéla parfois problématique, d'intenses bombardements et des tireurs embusqués gênant brancardiers et porteurs en un certain nombre d'occasions, du fait qu'en avant les compagnies se trouvaient à court de munitions. Pendant ce temps, la qualité de l'appui fourni à l'infanterie par l'artillerie et des chars fut d'un niveau élevé et joua un rôle critique. En effet, les chars furent souvent utilisés sur des terrains pour lesquels ils n'étaient pas adaptés, tandis que les artilleurs néo-zélandais qui avaient tiré plus de 50 000 balles pour appuyer directement le 3RAR, virent se former des cloques de peinture sur le canon de leurs fusils en raison de la surchauffe des armes. L'appui aérien, y compris celui fourni par les Mustangs de l'Afrique du Sud, avait été aussi important tout au long des combats.
L'opération Commando a finalement pris fin le 15 octobre, avec le 1er corps d'armée US ayant réussi à s'emparer de la ligne Jamestown et à détruire les éléments des 42e, 47e, 64e et 65e armées chinoises. Les pertes chinoises ont été estimées à 21 000 victimes tandis que celles de l'ONU étaient de 4 000, la majorité d'entre elles étant pour la 1re division de cavalerie qui avait supporté le plus gros des combats. Bien que quelques collines au sud de la ligne soient restées aux mains des communistes, obligeant à une opération de suivi appelée opération Polecharge qui a réussi à s'emparer de ces positions avant le 19 octobre, les lignes d'approvisionnement de Séoul étaient maintenant libres de toute menace chinoise,. Avec les pourparlers de paix en cours, ces opérations ont été les dernières actions de la guerre de manœuvre qui avait duré les 16 mois précédents. Elle a été remplacée par une guerre statique avec des défenses fixes, des tranchées, des bunkers, des patrouilles, des fils de fer barbelés et des champs de mines qui n'ont pas été sans rappeler le front de l'Ouest en 1915-1917. La construction de postes défensifs a commencé presque immédiatement, même si ces opérations étaient limitées au versant sud au cours de la journée en raison de tirs d'artillerie ennemis qui rendaient de telles opérations dangereuses sur l'autre versant. Des patrouilles en avant de la ligne Jamestown ont également débuté afin d'empêcher les Chinois de prendre le contrôle du no mans land. Pourtant, la guerre devenait un problème d'attrition entre puissances, la croissance de l'Ouest les sensibilités politiques occidentales poussant à ce que les commandants des Nations unies soient de plus en plus conscients de la nécessité de limiter les pertes,. 
Le total des victimes de la 1re division du Commonwealth lors de l'opération Commando s'éleva à 58 tués et 262 blessés, l'essentiel étant du aux combats pour les collines 217 et 317. En effet, en plus des lourdes pertes subies par le 3RAR, le 1RNF avait eu 16 tués et 94 blessés. Le total des pertes chinoises était inconnu bien qu'il ait certainement dépassé les 3 000. Au cours de cette opération, le 3RAR avait joué un rôle crucial et, dans une série audacieuse de mouvements d'attaque et d'appui, en coordination avec une artillerie précise et le soutien des tirs de chars, avait repoussé les Chinois à la fois de Kowang-San et de Maryang San. Ils avaient alors résisté à plusieurs tentatives infructueuses de contre-attaques avant de forcer les Chinois à battre en retraite. Maryang San a ensuite été repris par les Chinois, un mois plus tard, après de violents combats avec le 1KOSB.